# 吴天行
吴天行，明代嘉靖年间巨商，南直隶徽州府歙县人（今安徽省黄山市徽州区西溪南村），系徽州名门望族西溪南吴氏之后。妻妾成群，号称“百妾主人”。其中琐琐娘与李宛君（李大娘，秦淮名妓）俩妾绝代色艺，吴天行死后，李宛君改嫁胥生。。吴天行虽有百妾，却因体弱多病，一生无子嗣。
吴天行的果园是西溪南最著名的一座园林，传为祝枝山、唐寅设计。前来游览果园的名人众多，包括汪道昆、董其昌、李流芳、吴桢、丁云鹏、渐江、金声、黄钺等。果园在清末咸丰战乱后荒废，亭榭被毁，尚存仙人洞假山、池塘等遗迹。明末清初，吴天行曾献巨资于南下的清兵。
西溪南人潘志义考证《金瓶梅》中西门庆原型就是吴天行，作者是徽籍的明代文学家汪道昆，书中的藏春坞就是果园的仙人洞假山。